# پادشاه چینگ ژو
پادشاه چینگ از ژو (به چینی: 周頃王) با نام شخصی جی رنچن (به چینی: 姬壬臣)؛ نوزدهمین پادشاه دودمان ژو و هفتمین پادشاه ژو خاوری بود. او جانشین پدرش پادشاه شیانگ ژو بود و از ۶۱۸ تا ۶۱۳ پ. م سلطنت کرد. پس از او پسرش پادشاه کوآنگ ژو به سلطنت رسید.

## خانواده
پسران
- شاهزاده بان (王子班؛ مرگ ۶۰۷ پ. م)؛ پادشاه کوآنگ ژو
- شاهزاده یو (王子瑜؛ مرگ ۵۸۶ پ. م)؛ پادشاه دینگ ژو
- شاهزاده جیزی (王子季子؛ مرگ ۵۴۴ پ. م)؛ حاکم کانگ لیو